# Phare de Gríma
Le phare de Gríma est un phare situé sur la côte méridionale du Reyðarfjörður dans la région d'Austurland.